# Atrichoseris platyphylla
Atrichoseris es un género monotípico de plantas herbáceas perteneciente a la familia  Asteraceae. Su única especie: Atrichoseris platyphylla A.Gray, es originaria de Norteamérica donde se distribuye por Estados Unidos y México. 

## Descripción
Es una especie con los tallos glaucos. Hojas basales de color gris-verde, glauco, a menudo teñidas de púrpura, sobre todo abaxialmente, y adaxialmente moteadas, tienen 1-12 × 0.5-6 cm de longitud. Los involucros de 6-10 mm. Floretes con corolas de 8 - 20 mm, el interior con las bases de color amarillo o púrpura, mucho más cortas que el exterior. Tiene un número de cromosomas de: 2n = 18.

## Distribución y hábitat
Se encuentra en pistas secas de los desiertos de Sonora y Mojave,  y en los valles, a una altitud de 0-1400 metros, en Arizona, California, Nevada, Utah de Estados Unidos y en México (Baja California).

## Taxonomía
Atrichoseris platyphylla fue descrita por Asa Gray  y publicado en Synoptical Flora of North America 1(2): 410, en el año 1884.
Etimología
Atrichoseris: nombre genérico que deriva de las palabras griegas: athrix = "sin pelo", y seris = "un género de cichoriaceae"
platyphylla: epíteto latíno que significa "con hojas anchas"
Sinonimia
- Malacothrix platyphylla A.Gray[6]

## Galería

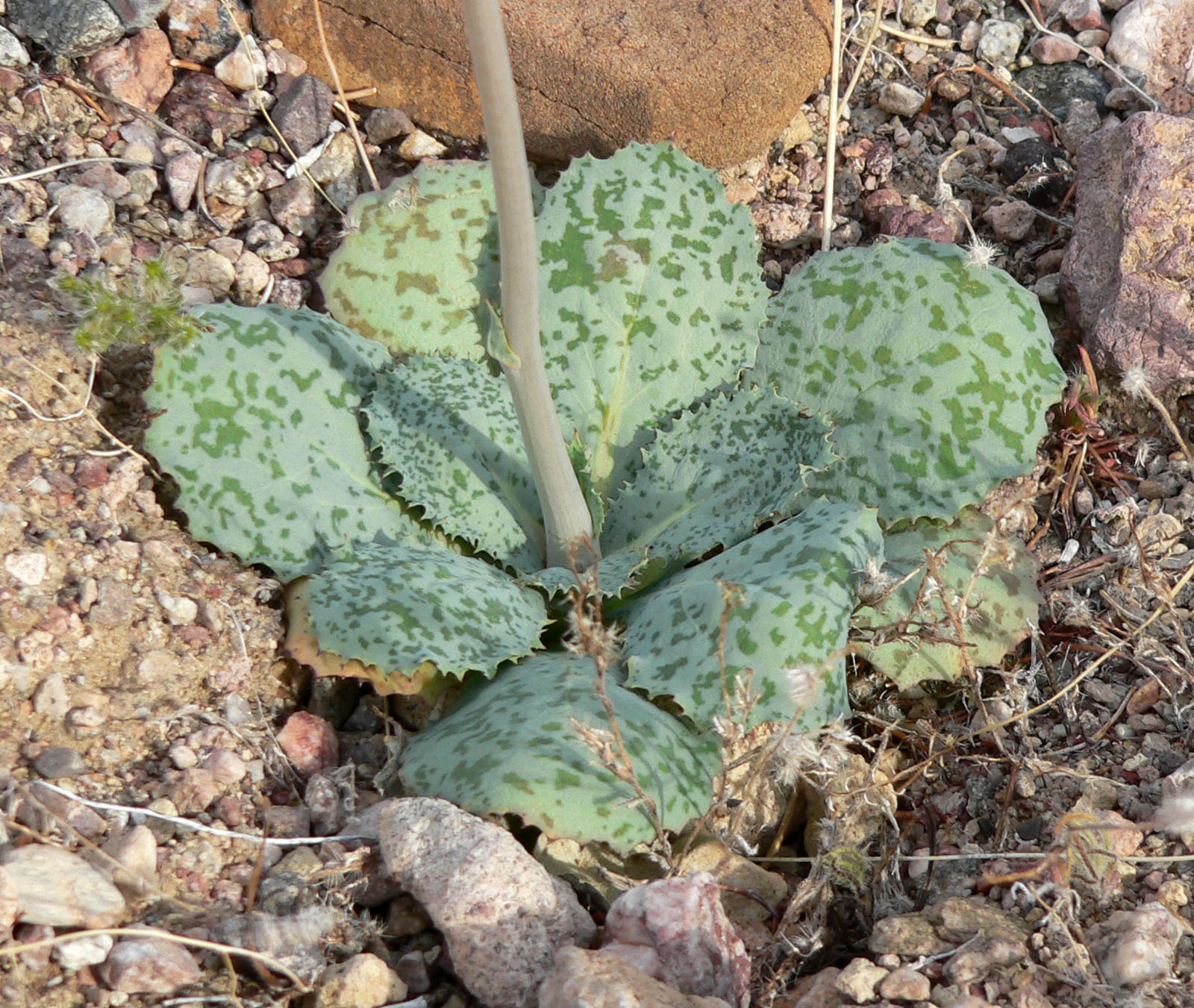
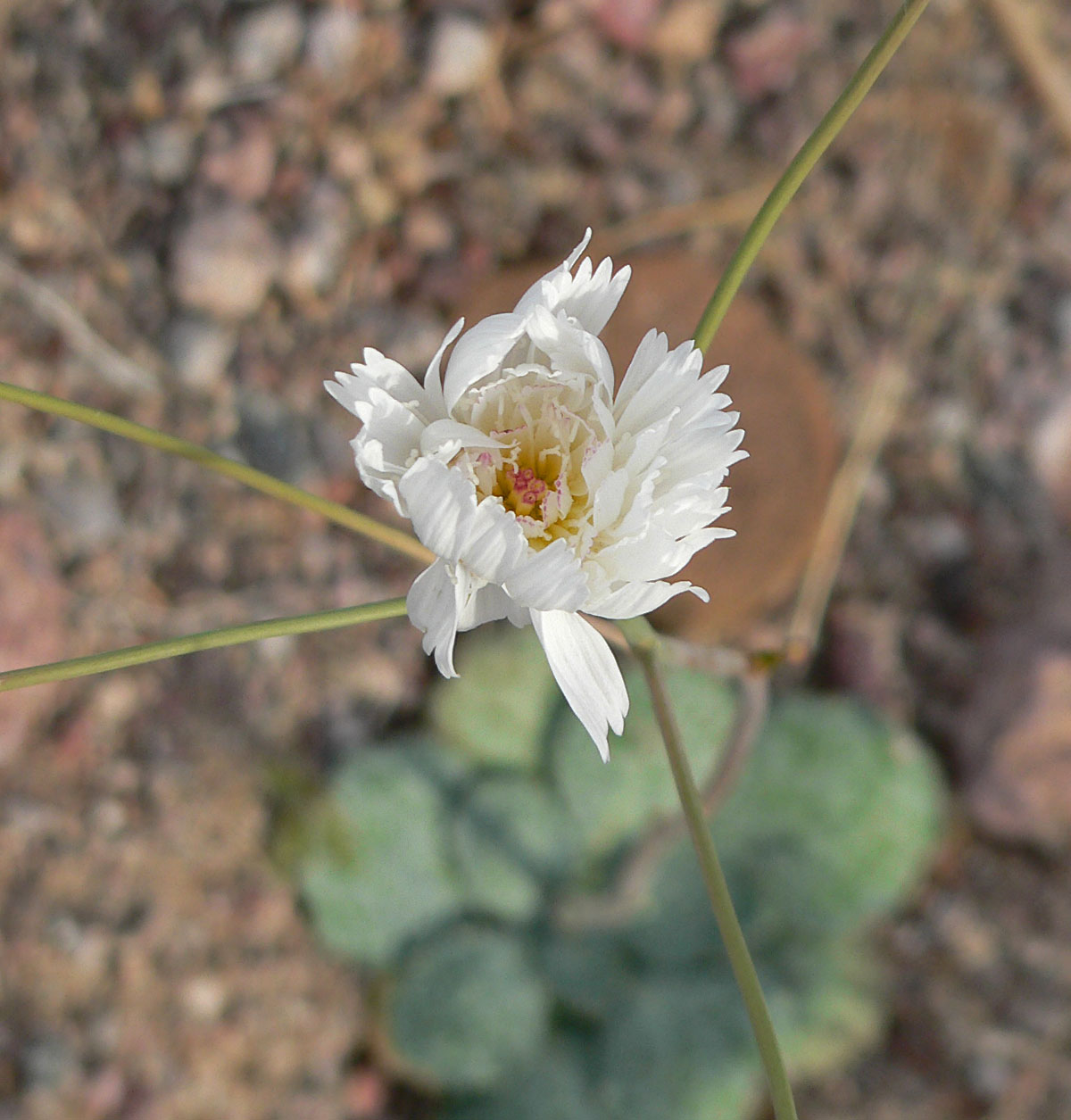
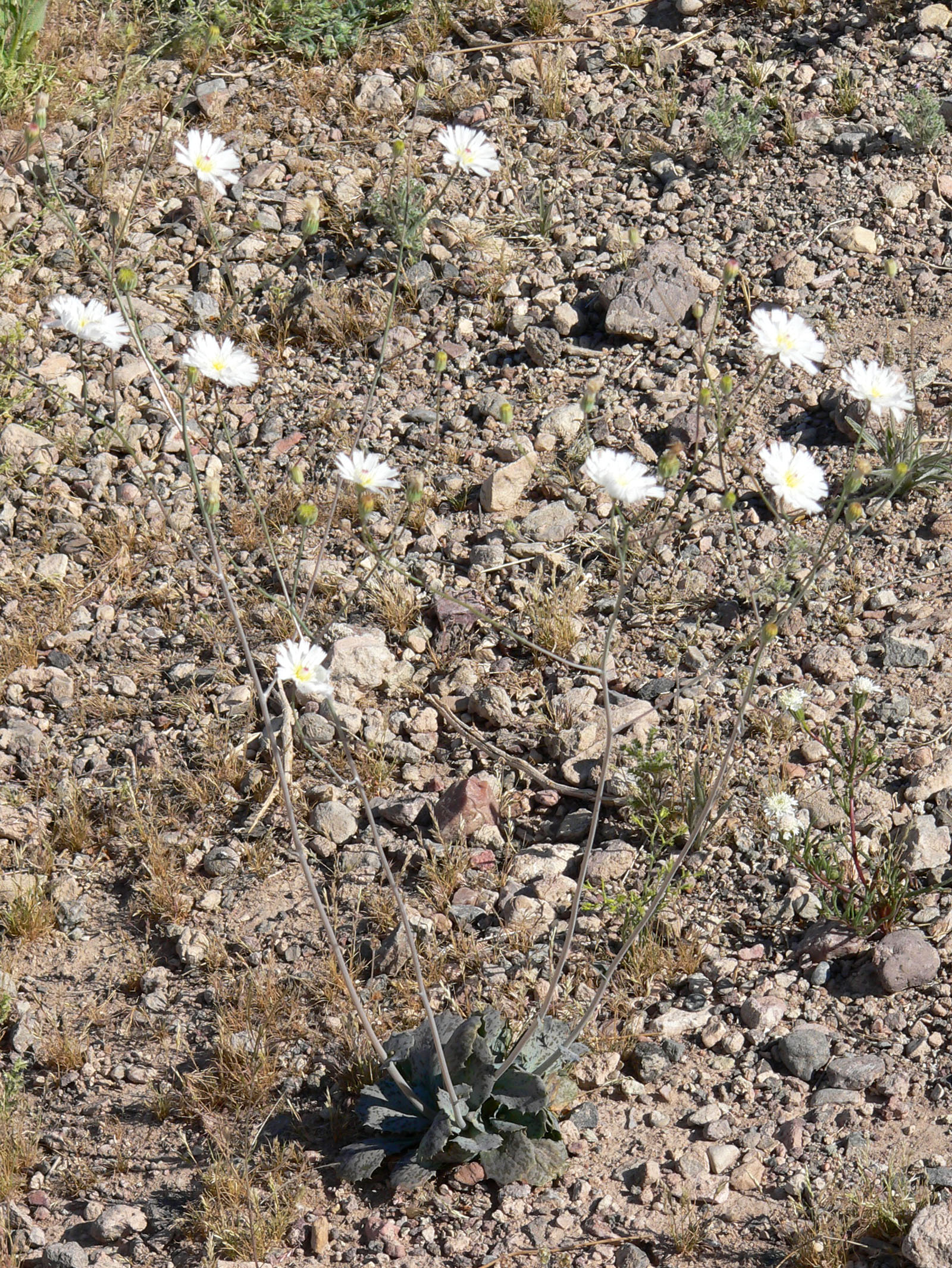
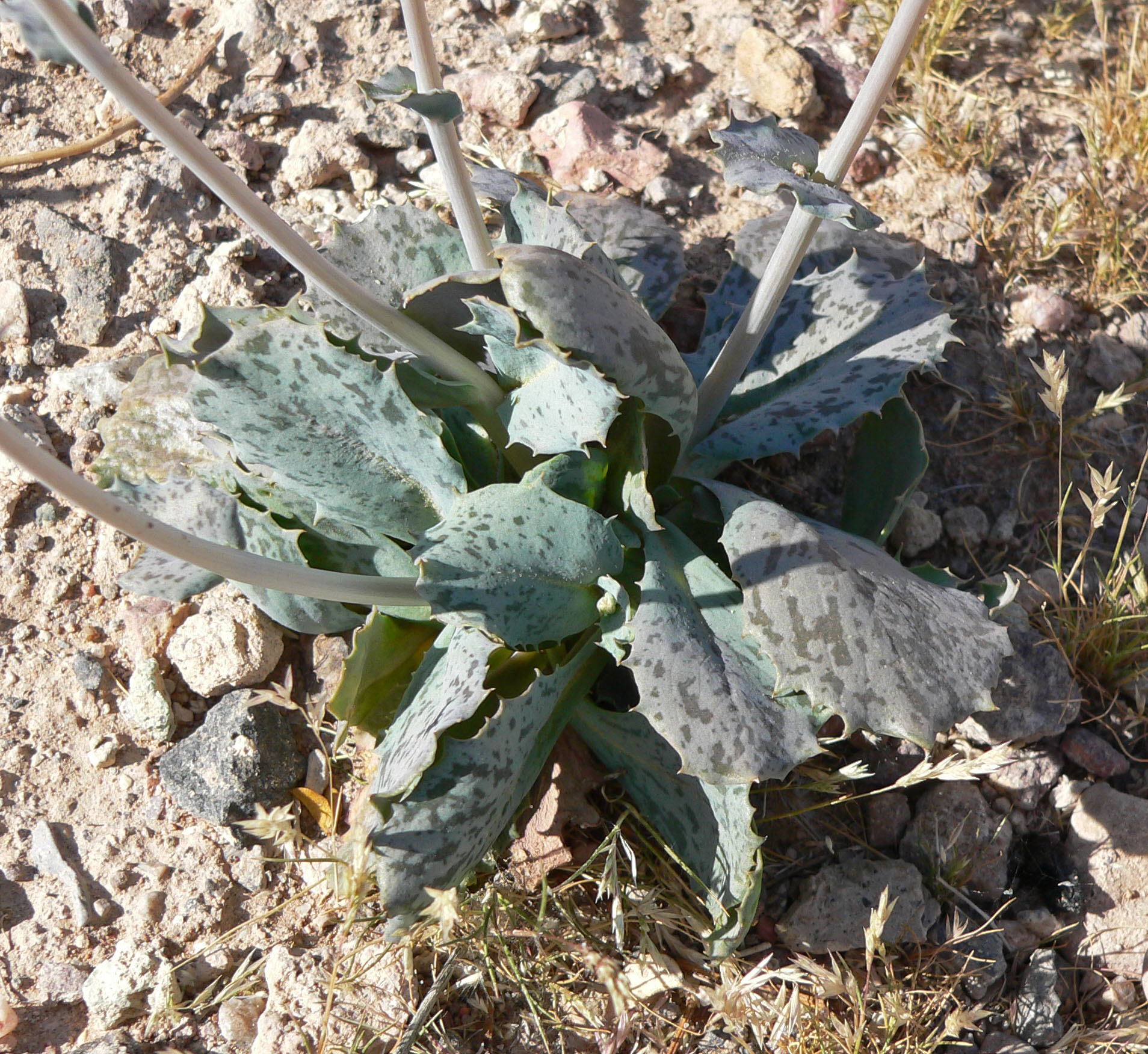
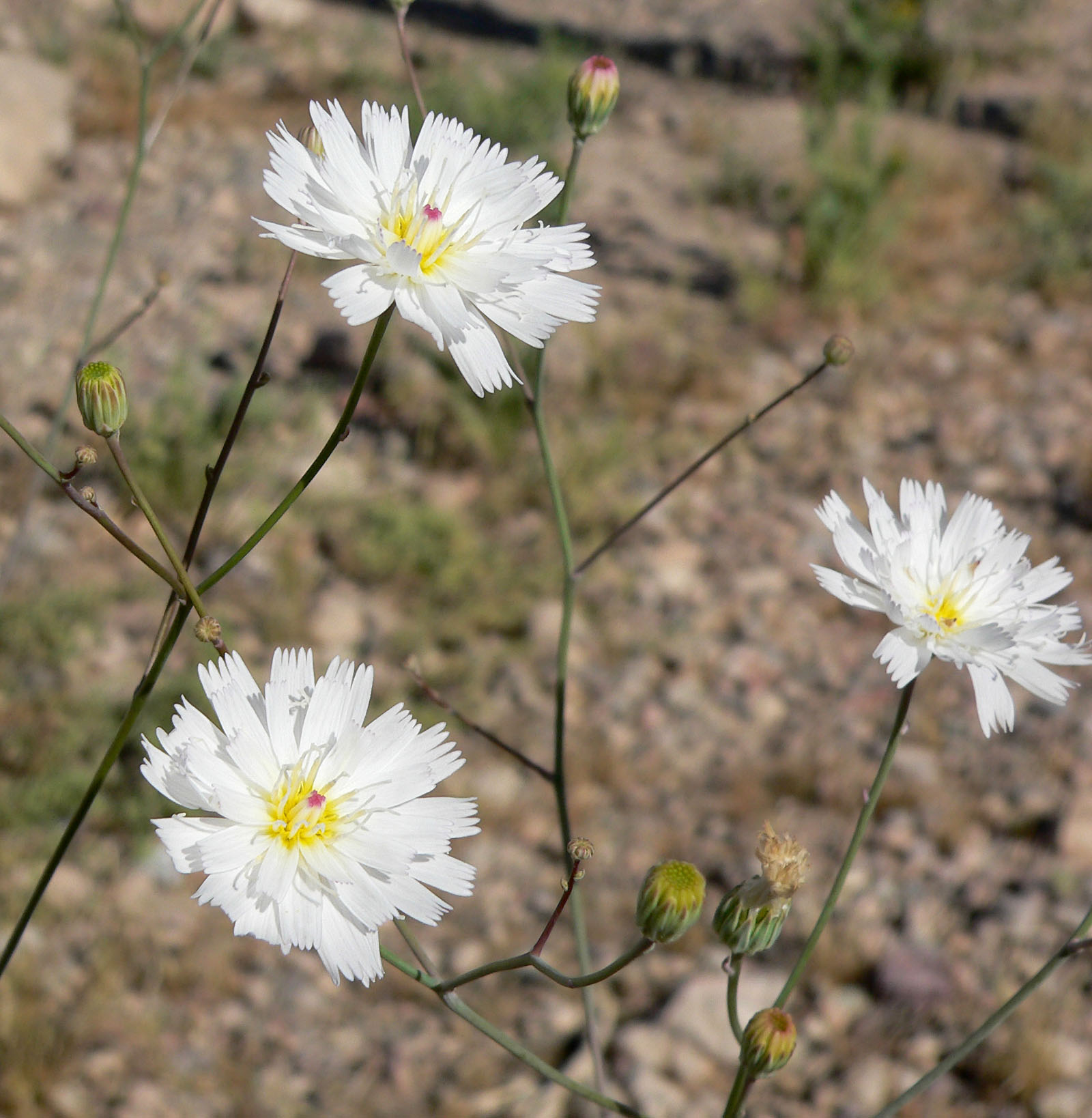
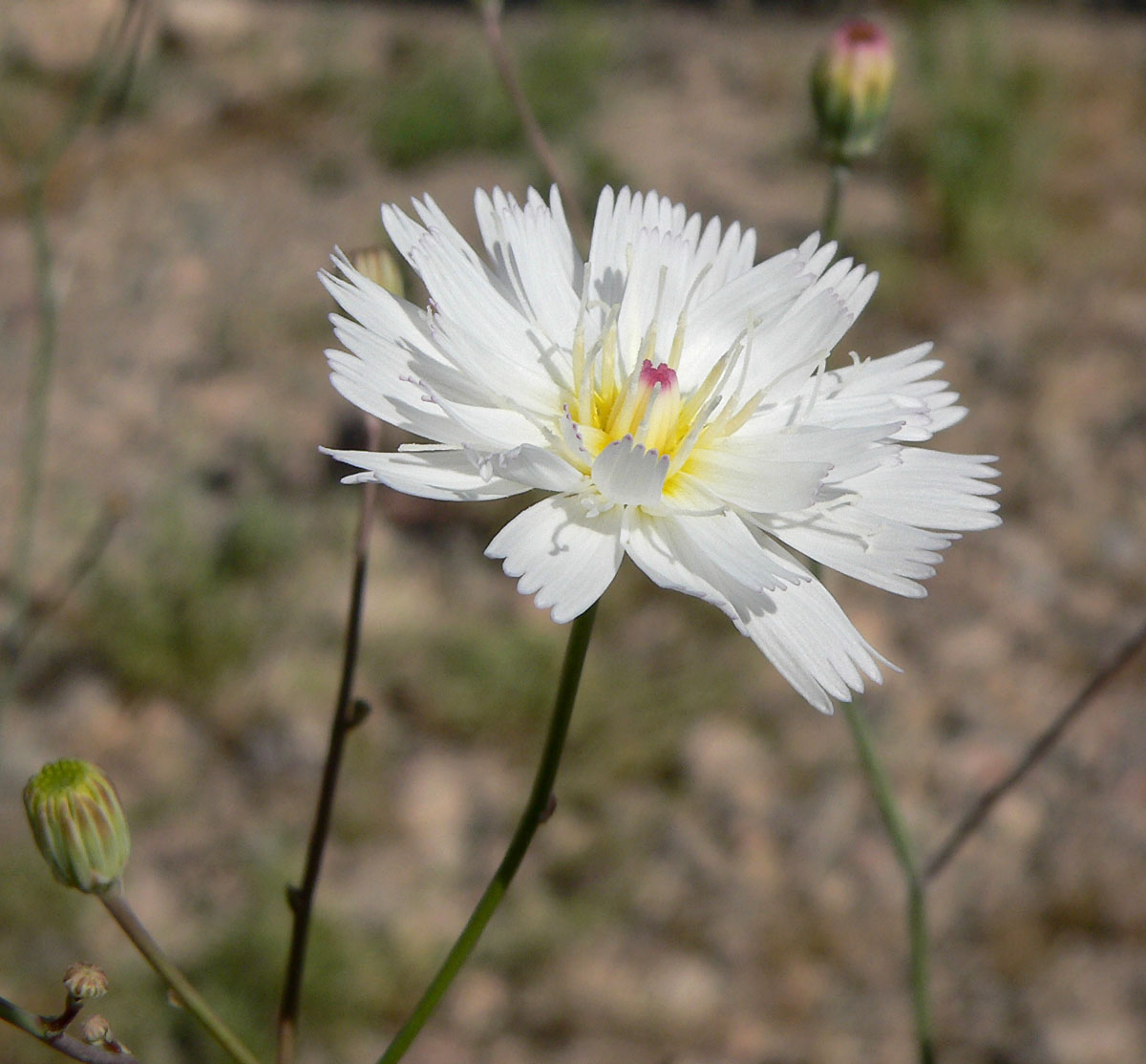
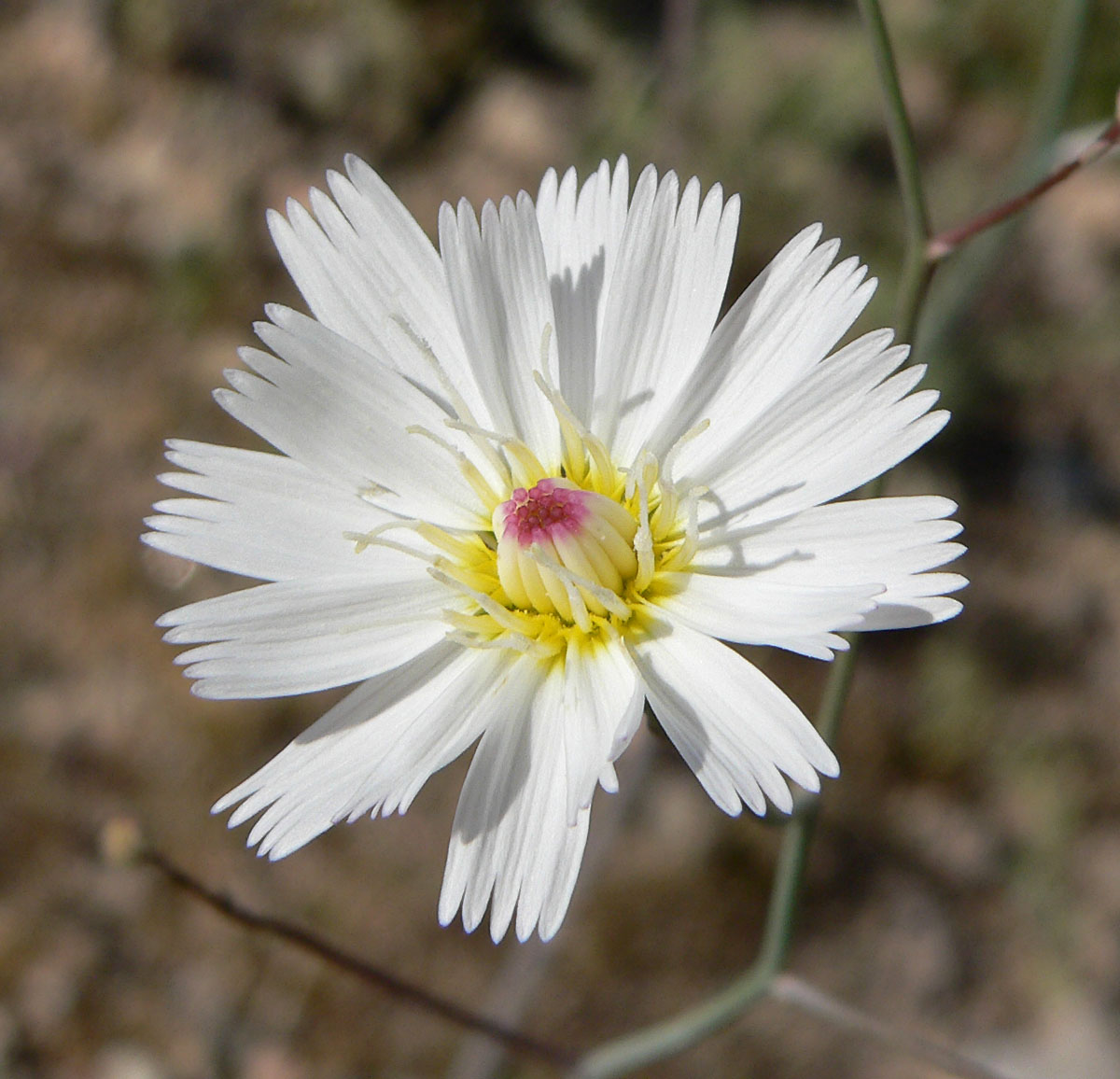
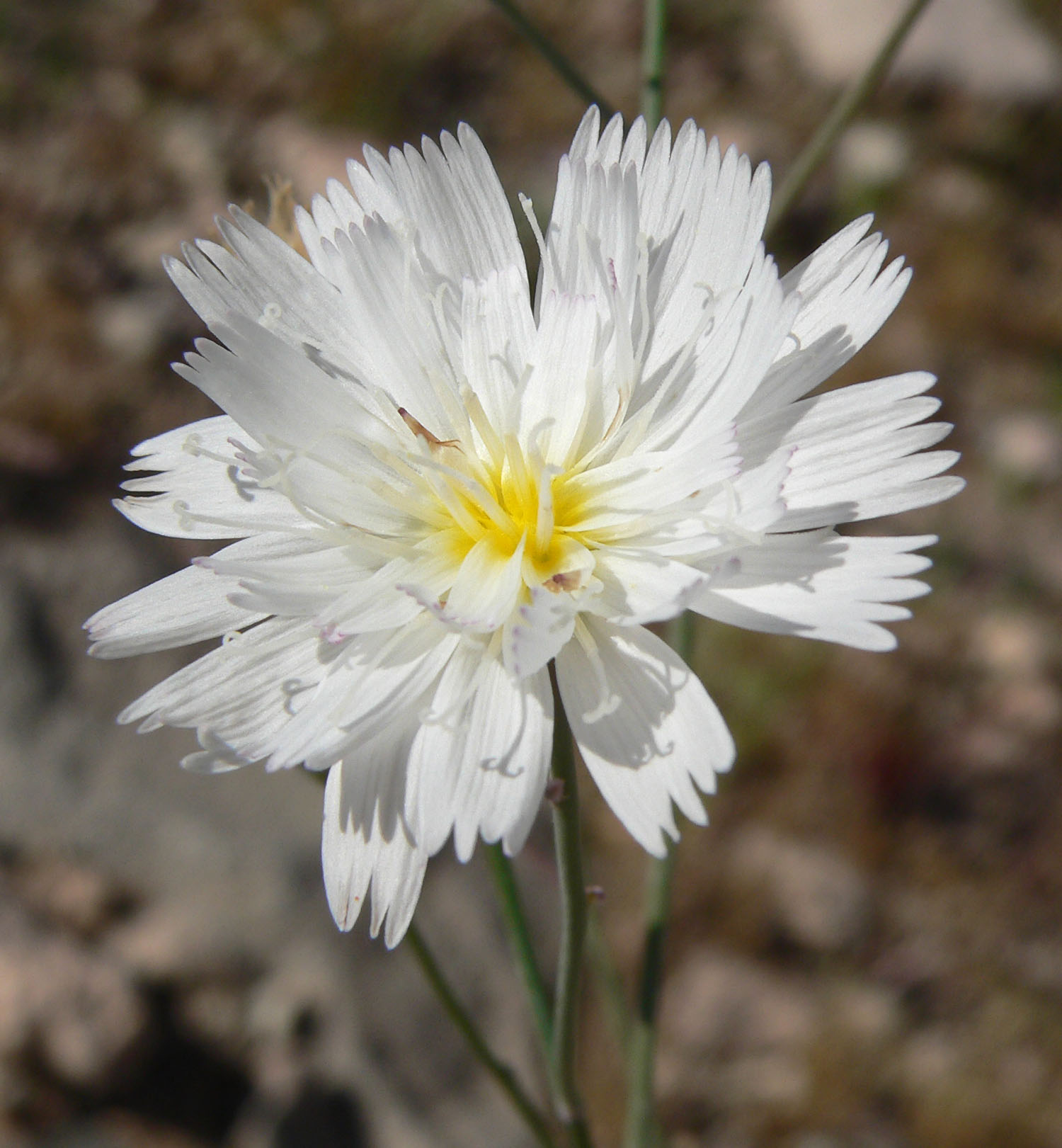